# Плавание на летних Олимпийских играх 2008 — эстафета 4×200 метров вольным стилем (мужчины)
Соревнования в эстафете 4×200 метров вольным стилем (мужчины) на Олимпиаде 2008 года проводились 12 и 13 августа в Пекинском национальном плавательном комплексе.
Финальный заплыв закончился безоговорочной победой американцев — они на 4 с лишним секунды превысили мировой рекорд, установленный почти тем же составом сборной США в 2007 году (тогда на третьем этапе вместо Рики Беренса у них плыл Клит Келлер), впервые в истории проплыв эту эстафету быстрее 7 минут. Россияне установили новый рекорд Европы, но отстали от чемпионов на пять с лишним секунд.

## Медалисты
| Золото | Серебро                                                                                            | Бронза                                                                                          |
| США · Майкл Фелпс · Райан Лохте · Рики Беренс · Питер Вандеркай · Дэвид Уолтерс* · Эрик Вендт* · Клит Келлер* | Россия · Никита Лобинцев · Евгений Лагунов · Данила Изотов · Александр Сухоруков · Михаил Полищук* | Австралия · Патрик Мёрфи · Грант Хэкетт · Грант Бритс · Ник Ффрост · Кирк Палмер* · Лейт Броди* |

*—участвовали только в предварительном заплыве

## Рекорды
До начала соревнований, мировой и олимпийский рекорды были следующими:
| Мировой рекорд     | США · Майкл Фелпс (1.45,36) · Райан Лохте (1.45,86) · Клит Келлер (1.46,31) · Питер Вандеркай (1.45,71) | 7.03,24 | Мельбурн, Австралия | 30 марта, 2007    |
| Олимпийский рекорд | Австралия · Ян Торп (1.46,03) · Майкл Клим (1.46,40) · Тодд Пирсон (1.47,36) · Билл Кирби (1.47,26)     | 7.07,05 | Сидней, Австралия   | 19 сентября, 2000 |

Во время соревнований в этой дисциплине были установлены олимпийские или мировые рекорды:
| Дата       | Заплыв | Спортсмен                                           | Страна | Время   | Рекорд |
| ---------- | ------ | --------------------------------------------------- | ------ | ------- | ------ |
| 12 августа | 2      | Дэвид Уолтерс Рики Беренс Эрик Вендт Клит Келлер    | США    | 7.04,66 | OR     |
| 13 августа | Финал  | Майкл Фелпс Райан Лохте Рики Беренс Питер Вандеркай | США    | 6.58,56 | OR, WR |

## Заплывы

### Отборочные
12 августа 2008, с 19:54 по местному времени (UTC+8)
| Место | Заплыв | Страна                                                                           | 200 м   | 400 м   | 600 м   | Время                        |
| ----- | ------ | -------------------------------------------------------------------------------- | ------- | ------- | ------- | ---------------------------- |
| 0     | 0      | !а                                                                               | !a      | !а      | !a      | !a                           |
| 1     | 2      | США · Дэвид Уолтерс, Рики Беренс, Эрик Вендт, Клит Келлер                        | 1.46,57 | 3.32,04 | 5.19,15 | 7.04,66 — олимпийский рекорд |
| 2     | 1      | Италия · Никола Кассио, Марко Белотти, Эмилиано Брембилья, Массимилиано Розолино | 1.48,76 | 3.34,58 | 5.21,04 | 7.07,84 — рекорд Европы      |
| 3     | 1      | Россия · Михаил Полищук, Данила Изотов, Никита Лобинцев, Александр Сухоруков     | 1.48,54 | 3.35,78 | 5.22,62 | 7.07,86                      |
| 4     | 2      | Великобритания · Дэвид Кэрри, Эндрю Хантер, Росс Дэвенпорт, Робби Ренвик         | 1.46,47 | 3.33,35 | 5.20,50 | 7.07,89                      |
| 5     | 1      | Канада · Брайан Джонс, Рик Сэй, Адам Сиуи, Эндрю Хёрд                            | 1.47,44 | 3.34,68 | 5.21,73 | 7.08,04                      |
| 6     | 2      | Австралия · Ник Ффрост, Грант Бритс, Кирк Палмер, Лейт Броди                     | 1.47,47 | 3.34,31 | 5.21,33 | 7.08,41                      |
| 7     | 1      | Япония · Юсихиро Окумура, Со Утида, Ясунори Мононобэ, Хисато Мацумото            | 1.47,19 | 3.33,78 | 5.21,07 | 7.09,12 — рекорд Азии        |
| 8     | 2      | ЮАР · Жан Бассон, Дариан Таунсенд, Ян Вентер, Себастьян Руссо                    | 1.45,99 | 3.32,13 | 5.20,45 | 7.10,91 — рекорд Африки      |
| 9     | 2      | Австрия · Доминик Колль, Давид Брандль, Флориан Янистин, Маркус Роган            | 1.47,72 | 3.34,17 | 5.24,65 | 7.11,45                      |
| 10    | 1      | Китай · Чжан Линь, Чжан Эньцзянь, Сунь Ян, Ши Хаожань                            | 1.46,13 | 3.35,44 | 5.24,17 | 7.13,57                      |
| 10    | 1      | Франция · Клеман Лефер, Себастьян Боде, Мадлен Маттьё, Амори Лево                | 1.48,34 | 3.37,81 | 5.27,68 | 7.13,57                      |
| 12    | 1      | Германия · Пауль Бидерман, Бенджамин Штарке, Кристиан Кубуш, Штефан Хербст       | 1.47,48 | 3.35,99 | 5.25,27 | 7.13,92                      |
| 13    | 2      | Венгрия · Гергё Киш, Тамаш Керекьярто, Доминик Козма, Норберт Ковач              | 1.47,39 | 3.36,48 | 5.25,74 | 7.14,14                      |
| 14    | 2      | Польша · Лукаш Гасёр, Лукаш Войт, Михал Рокицкий, Пшемыслав Станчик              | 1.49,43 | 3.37,97 | 5.29,11 | 7.18,09                      |
| 15    | 2      | Греция · Андреас Зисимос, Николаос Ксилоурис, Иоаннис Яннулис, Василиос Деметис  | 1.49,05 | 3.38,58 | 5.27,54 | 7.18,26                      |
| 16    | 1      | Бразилия · Николас Оливейра, Родриго Кастро, Филлип Моррисон, Лукас Салатта      | 1.49,49 | 3.37,80 | 5.27,15 | 7.19,54                      |
| 999   | 999    | ЯЯЯ                                                                              | ~z      | ~z      | ~z      | ~z                           |

### Финал
13 августа 2008, в 11:19 по местному времени
| Место | Дорожка | Страна                                                                             | 200 м   | 400 м   | 600 м   | Время                    |
| ----- | ------- | ---------------------------------------------------------------------------------- | ------- | ------- | ------- | ------------------------ |
| 0     | 0       | !а                                                                                 | !a      | !а      | !a      | !a                       |
| 1     | 4       | США · Майкл Фелпс, Райан Лохте, Рики Беренс, Питер Вандеркай                       | 1.43,31 | 3.27,59 | 5.13,88 | 6.58,56 — мировой рекорд |
| 2     | 3       | Россия · Никита Лобинцев, Евгений Лагунов, Данила Изотов, Александр Сухоруков      | 1.46,64 | 3.33,20 | 5.19,05 | 7.03,70 — рекорд Европы  |
| 3     | 7       | Австралия · Патрик Мёрфи, Грант Хэкетт, Грант Бритс, Ник Ффрост                    | 1.45,95 | 3.31,82 | 5.18,95 | 7.04,98                  |
| 4     | 5       | Италия · Марко Белотти, Эмилиано Брембилья, Массимилиано Розолино, Филиппо Маньини | 1.47,37 | 3.34,70 | 5.21,23 | 7.05,35                  |
| 5     | 2       | Канада · Колин Рассел, Брайан Джонс, Брент Хейден, Эндрю Хёрд                      | 1.46,89 | 3.34,50 | 5.18,92 | 7.05,77                  |
| 6     | 6       | Великобритания · Дэвид Кэрри, Эндрю Хантер, Робби Ренвик, Росс Дэвенпорт           | 1.46,78 | 3.33,51 | 5.19,67 | 7.05,92                  |
| 7     | 1       | Япония · Юсихиро Окумура, Со Утида, Ясунори Мононобэ, Хисато Мацумото              | 1.46,61 | 3.33,97 | 5.21,69 | 7.10,31                  |
| 8     | 8       | ЮАР · Жан Бассон, Дариан Таунсенд, Ян Вентер, Себастьян Руссо                      | 1.46,67 | 3.33,91 | 5.23,47 | 7.13,02                  |
| 999   | 999     | ЯЯЯ                                                                                | ~z      | ~z      | ~z      | ~z                       |